# Cromosoma 10
Con il nome di cromosoma 10 si indica, per convenzione, il decimo cromosoma autosomico umano in ordine di grandezza (calcolando anche il cromosoma X, risulta essere l'undicesimo). Gli individui presentano solitamente due copie del cromosoma 10, come di ogni autosoma. Il cromosoma 10 possiede oltre 135 milioni di nucleotidi. I due cromosomi 10 rappresentano tra 4 e il 4,5% del DNA totale nella cellula.
Il cromosoma 10 contiene di certo circa 1000 geni, ma si ritiene possa contenerne fino a 1200.
Il numero di polimorfismi a singolo nucleotide (SNP) individuati è di oltre 550.000.

## Geni
I seguenti geni sono alcuni di quelli localizzati sul cromosoma 10:
- CDH23: proteina caderina-simile 23;
- CXCL12 o SDF-1: ligando 12 di chemochina (motivo C-X-C);
- EGR2: gene omologo di Krox-20 di Drosophila;
- FGFR2: recettore del fattore di crescita del fibroblasto 2 (legato alla sindrome di Crouzon, alla sindrome di Pfeiffer e alla sindrome di Jackson-Weiss);
- PCBD1: 6-piruvoil-tetraidropterina sintasi/cofattori di dimerizzazione del fattore nucleare 1 alfa degli epatociti (TCF1);
- PCDH15: protocaderina 15;
- PTEN: fosfatasi e omologo della tensina;
- RET: proto-oncogene RET (correlato alla neoplasia endocrina multipla e carcinoma della tiroide midollare e al morbo di Hirschsprung);
- UROS: uroporfirinogeno III sintasi (correlato alla porfiria eritropoietica congenita).

## Malattie
Le seguenti malattie hanno una qualche correlazione con i geni del cromosoma 10:
- deficienza di tetraidrobiopterina;
- malattia di Charcot-Marie-Tooth;
- neoplasia endocrina multipla di tipo 2;
- porfiria;
- sindrome di Apert;
- sindrome di Beare-Stevenson;
- sindrome di Cockayne;
- sindrome di Cowden;
- sindrome di Crouzon;
- sindrome di Jackson-Weiss;
- sindrome di Pfeiffer;
- sindrome di Usher.